# Sarta
Sarta (àrab: سرطّه, Sarṭa) és una vila palestina de la governació de Salfit, a Cisjordània, 22 kilòmetres al sud-oest de Nablus. Segons l'Oficina Central Palestina d'Estadístiques tenia 2.530 habitants el 2007.

## Història
Sarta està situada en un antic lloc, on s'hi han trobat cisternes i columbaris tallats en roca.
Yaqut esmena Suratah com «una vila a Jabal Nabulus» i s'ha suggerit que aquesta vila fos Sarta.

### Època otomana
La ciutat va ser incorporada a l'Imperi Otomà en 1517 amb tots Palestina, i en 1596 va aparèixer als registres fiscals com a part de la nàhiya de Jabal Qubal al liwà de Nablus. Tenia una població de 6 llars, totes musulmanes. Els vilatans pagaven impostos sobre el blat, l'ordi, cultius d'estiu, oliveres, cabres i ruscs.
L'explorador francès Victor Guérin va recórrer la vila en 1870, i va trobar que tenia 40 cases, algunes millor construïdes que les de la resta del poble. Les pedres de les cases eren vermelles i blanques alternativament. Algunes cisternes antigues excavades a la roca proporcionen aigua als residents. En 1882 el Survey of Western Palestine del Fons per a l'Exploració de Palestina descrivia Serta com una petita vila de pedra.

### Època del Mandat Britànic
En el cens de Palestina de 1922 organitzat per les autoritats del Mandat Britànic de Palestina tenia 275 musulmans i un jueu, que augmentaren a 317 en el cens de 1931 tots musulmans, en un total de 76 llars.
En 1945 la població de Sarta era de 420 habitants, tots musulmans, mentre que l'àrea total de terra era de 8,125 dúnams, segons un cens oficial de terra i població. D'aquests, 1.858 eren usats per plantacions i terra de rec, 766 dúnams eren usats per cereals, mentre que 23 dúnams eren classificats com a sòl urbanitzat.

### Després de 1948
Després de la de la Guerra araboisraeliana de 1948, i després dels acords d'Armistici de 1949, Sarta va restar en mans de Jordània. Després de la Guerra dels Sis Dies el 1967, ha estat sota ocupació israeliana.